# Zamek w Montsoreau
Château de Montsoreau – renesansowy zamek w Dolinie Loary. Jest to jedyny z zamków w Dolinie Loary, który został wybudowany bezpośrednio nad brzegiem rzeki. Znajduje się w niewielkim miasteczku Montsoreau, w departament Maine i Loara we Francji, w pobliżu Saumur, Chinon, Fontevraud-l’Abbaye i Candes-Saint-Martin. Château de Montsoreau ma wyjątkową pozycję u zbiegu dwóch rzek, Loary i Vienne, a także na styku trzech historycznych regionów: Andegawenii, Poitou i Turenii.
W 2015 r. francuski kolekcjoner sztuki współczesnej Philippe Méaille, związany z Christianem Gillet, prezesem francuskiego departamentu Maine i Loara, podpisał umowę na przekształcenie Château de Montsoreau w muzeum międzynarodowej sztuki współczesnej na następne 25 lat. Château de Montsoreau stał domem się Méaille niezwykłej kolekcji radykalnych konceptualistów Art & Language i został przemianowany na Zamek w Montsoreau – Muzeum Sztuki Współczesnej.
Château de Montsoreau został uwieczniony przez Alexandre Dumas w swojej powieści Pani de Monsoreau napisanej w latach 1845–1846.
Château de Montsoreau został wymieniony jako pomnik historii przez francuskie Ministerstwo Kultury w 1862, 1930 i 1938 roku. Dolina Loary pomiędzy Sully-sur-Loire i Chalonnes została wpisana na listę światowego dziedzictwa UNESCO od 30 listopada 2000 roku.

## Galeria

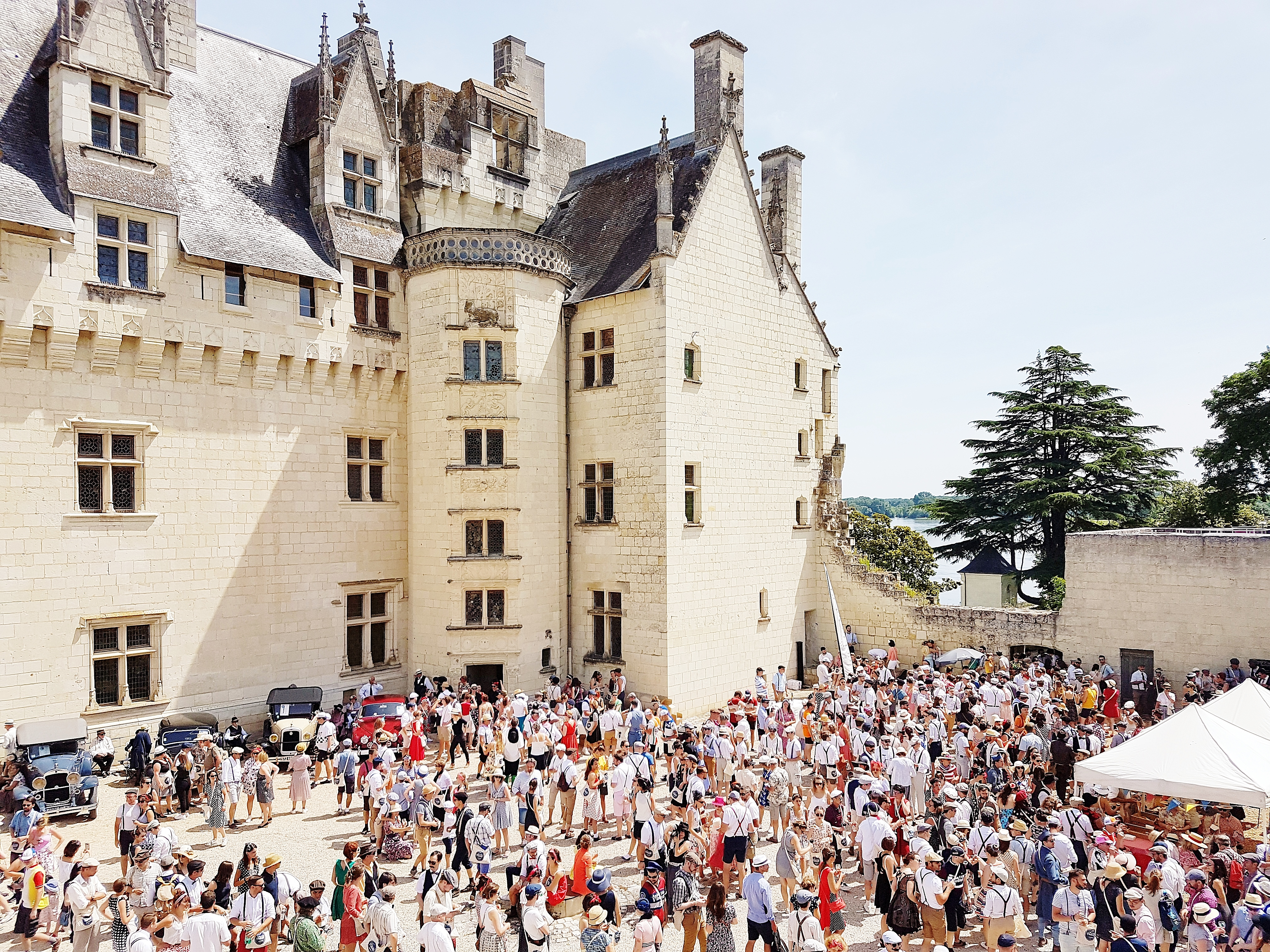
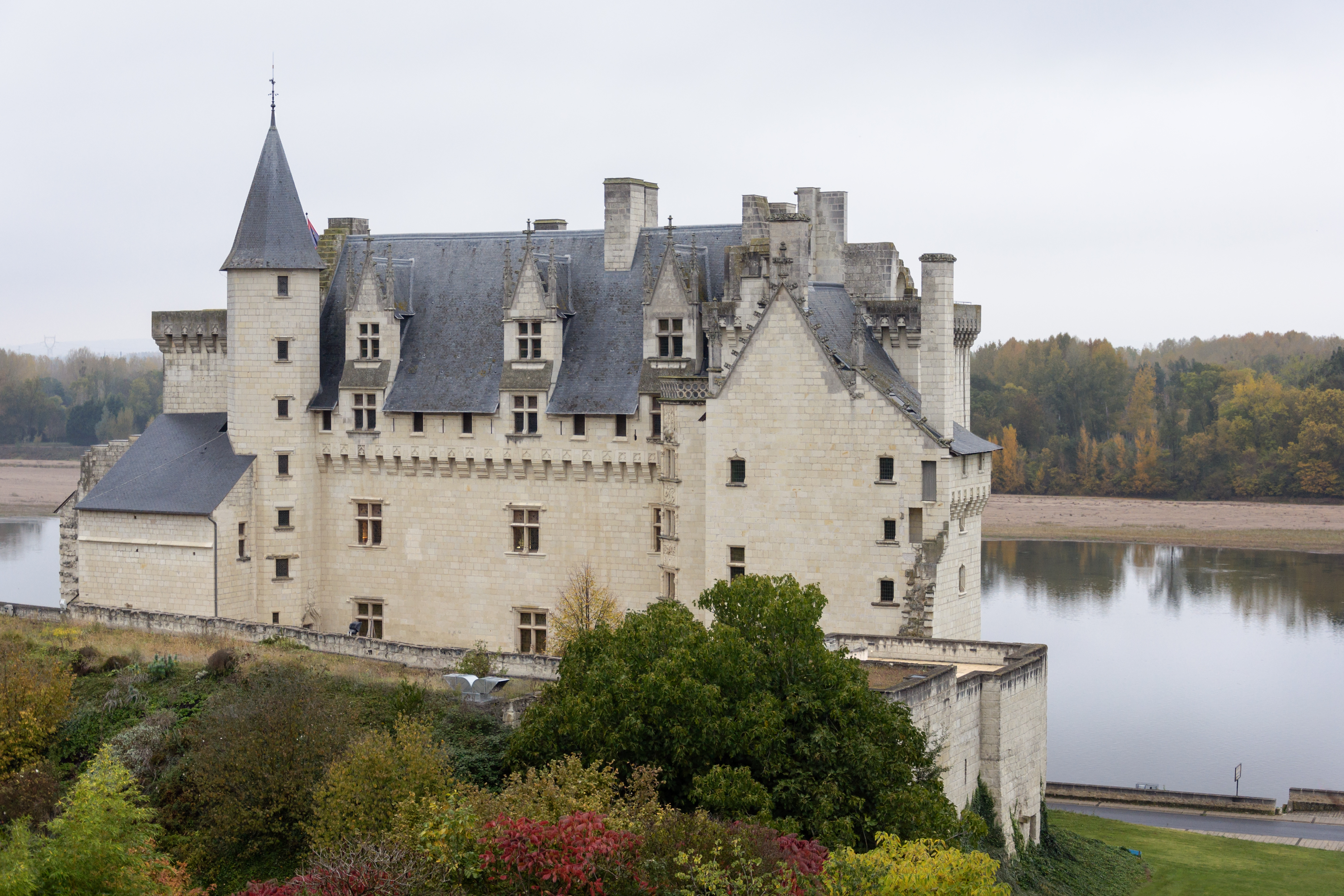
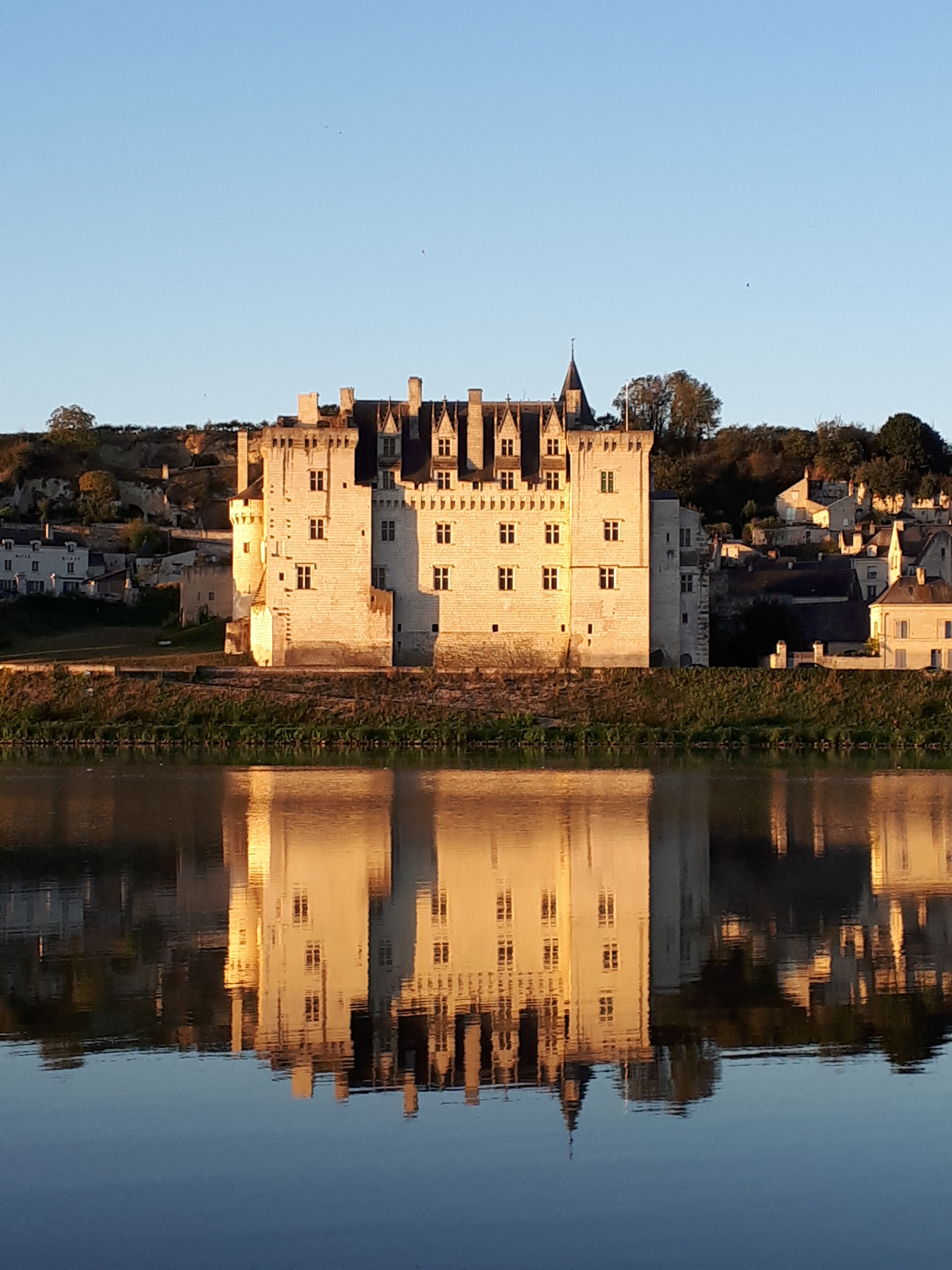
Zamek w Montsoreau – Muzeum Sztuki Współczesnej
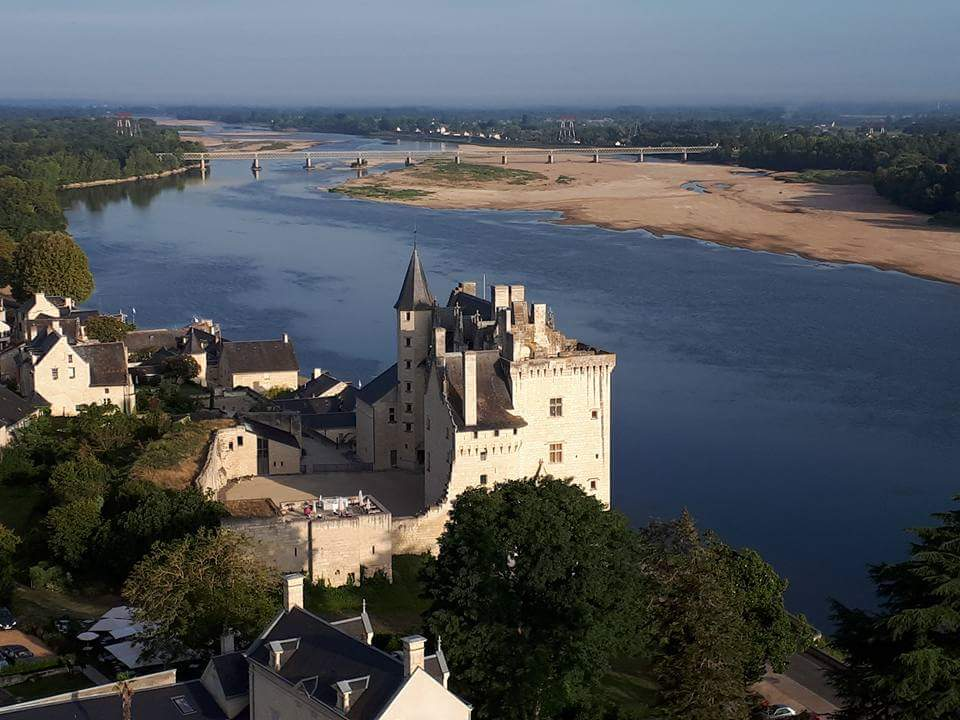
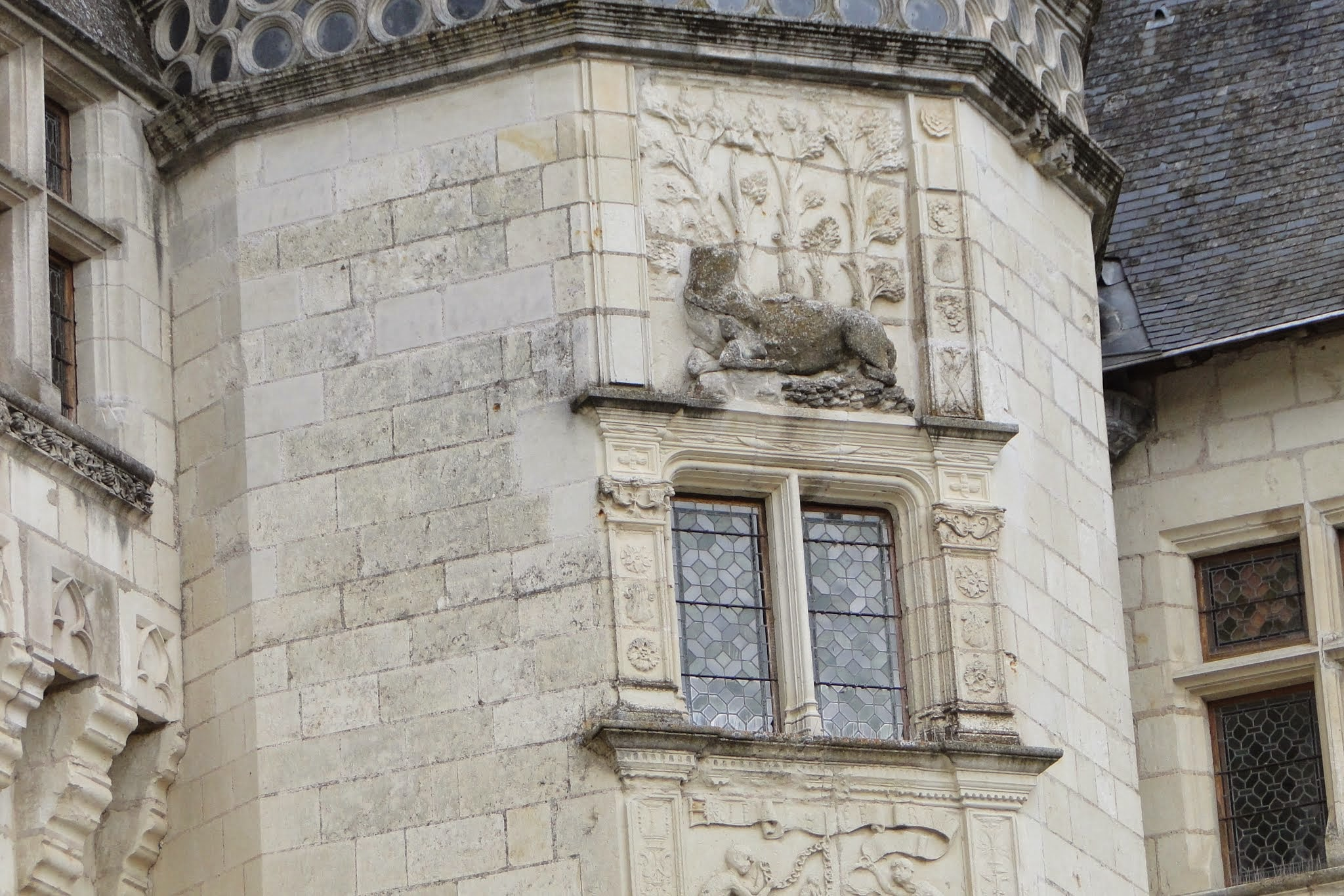
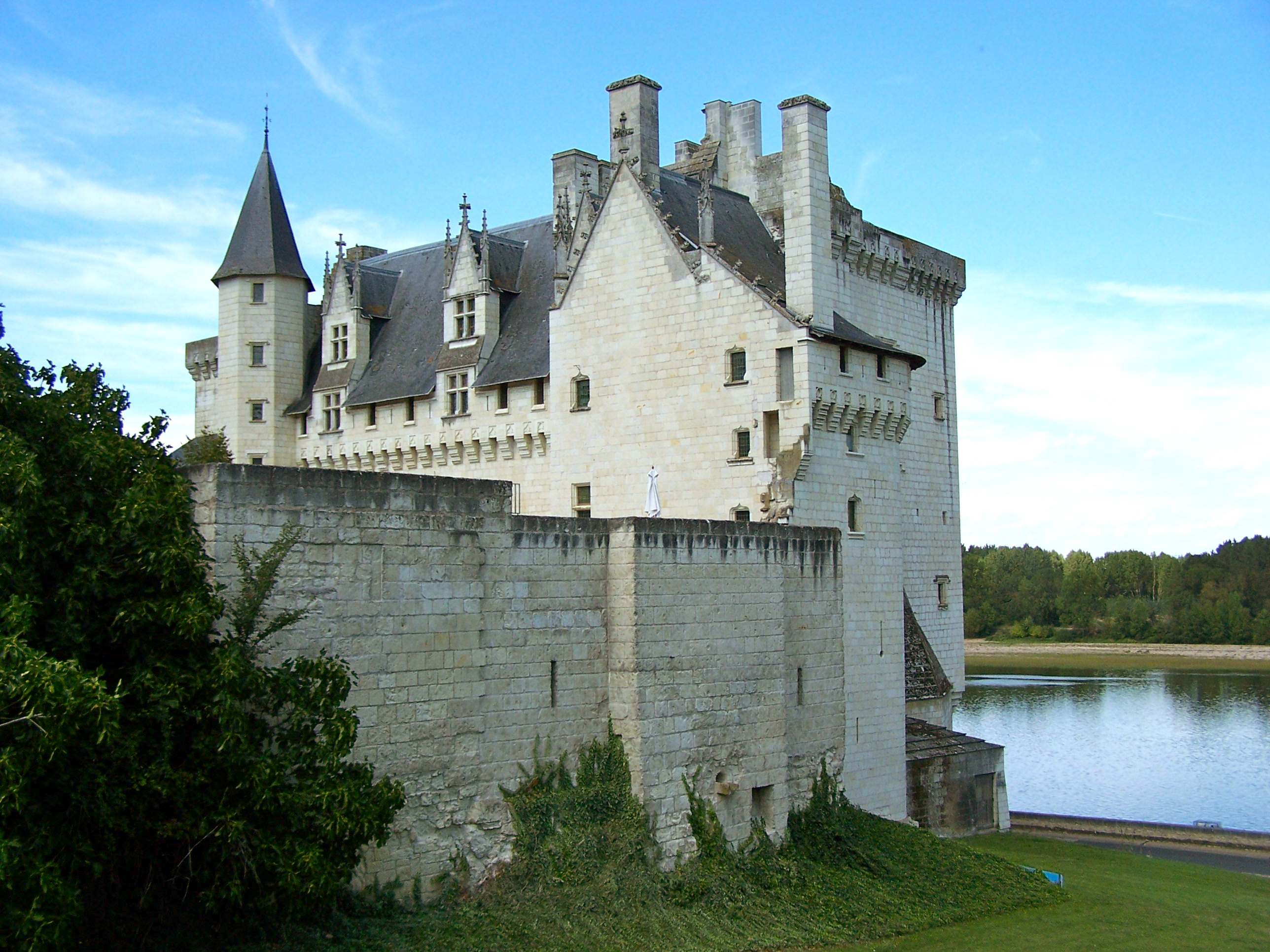
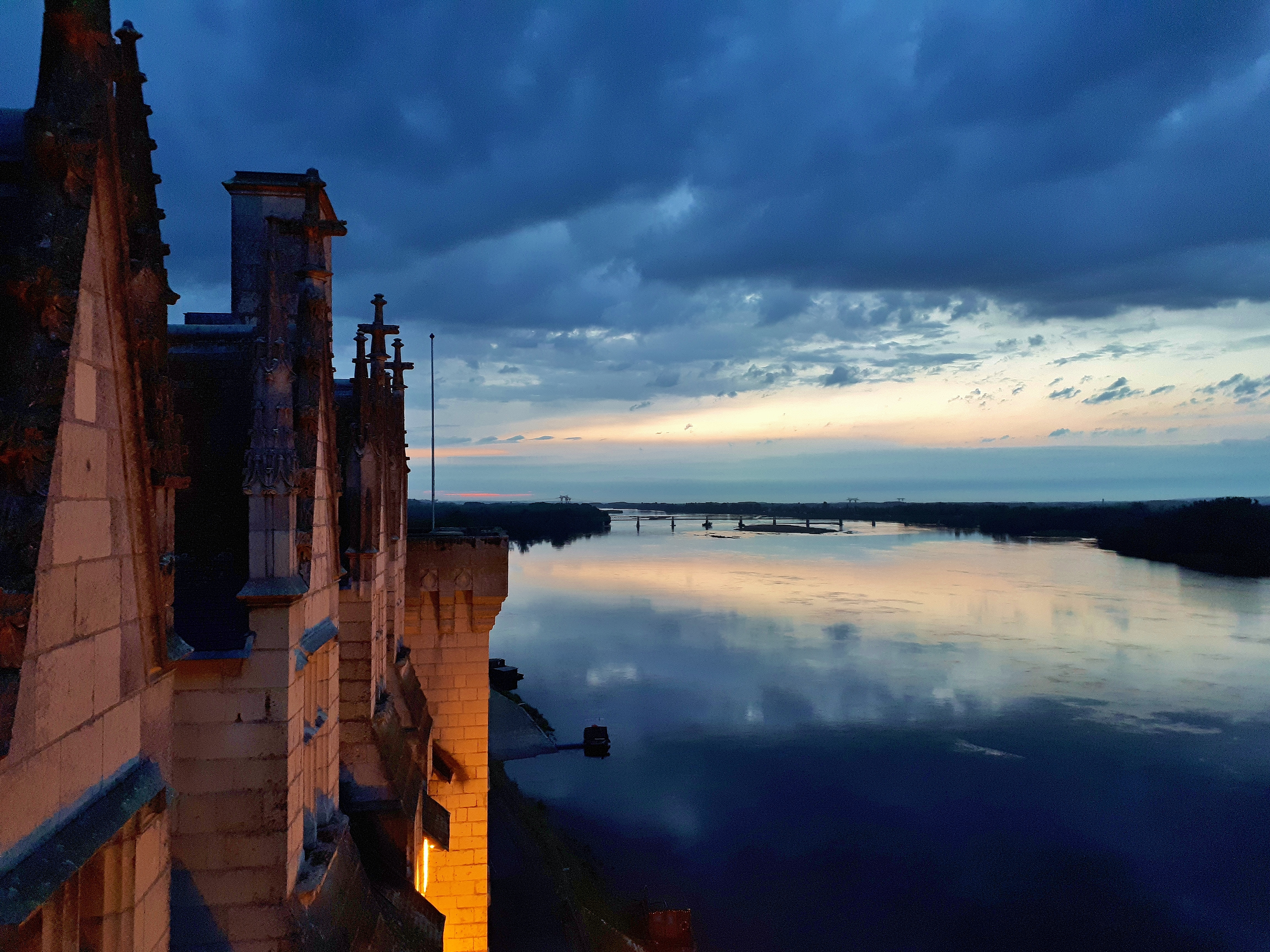
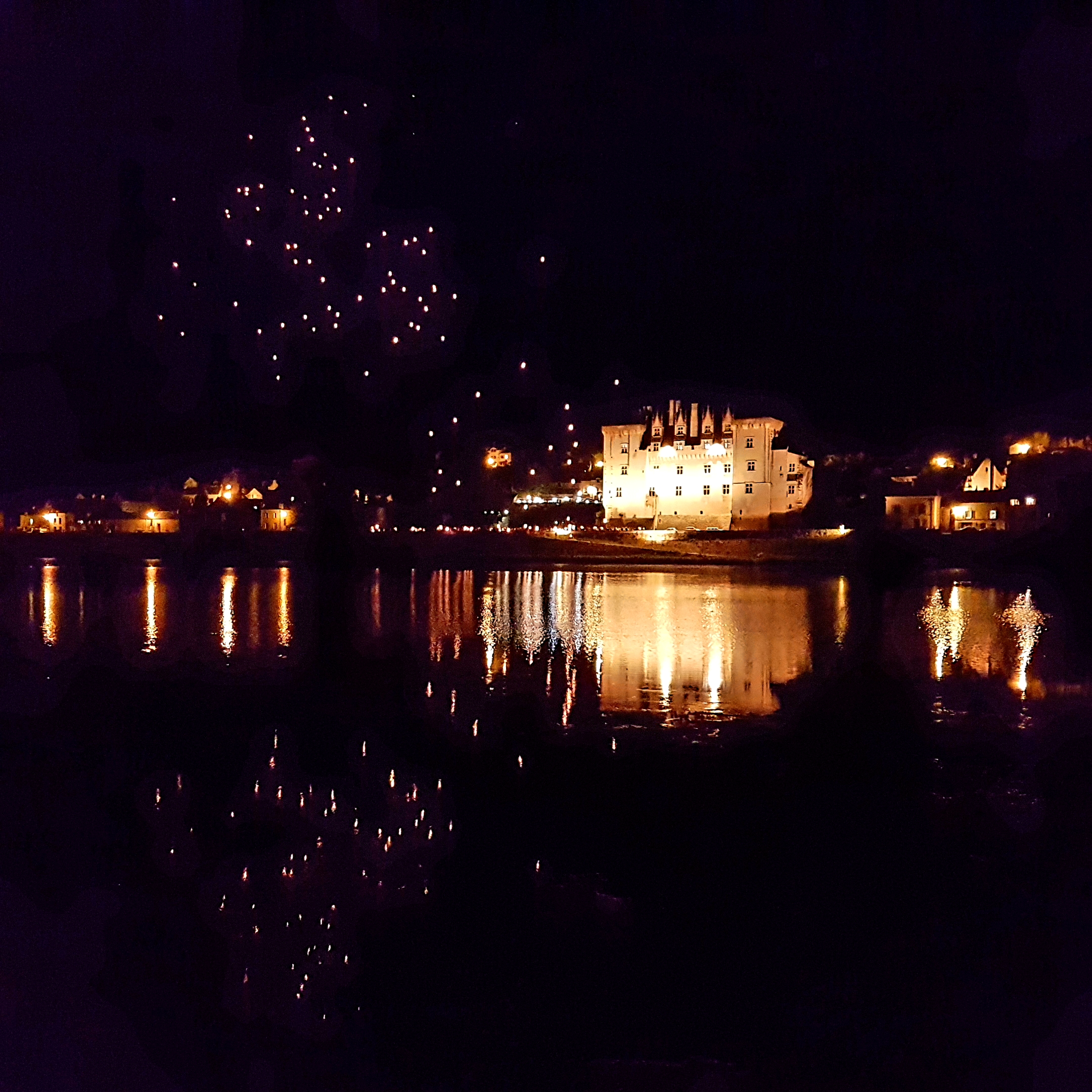